# الهندوسية في كندا
دخلت الهندوسية إلى كندا على يدِ مجموعاتٍ عدة. تألفت إحداها بصورة أساسية من المهاجرين الهنود الذين بدأوا بالوصول إلى مقاطعة كولومبيا البريطانية منذ أكثر من مئة عام، واستمروا بالهجرة حتى يومنا هذا (يهاجر الهندوس إلى كندا اليوم من جميع أنحاء الهند، ولكن أكبر المجموعات الفرعية الهندية الوافدة هي الغجراتيون والبنجابيون). وهناك هندوس هاجروا من فيجي وغيانا وترينيداد وتوباغو وسورينام وجميعهم من أصولٍ هندية. ويعد المهاجرون التاميليون السريلانكيون من بين المجموعات الهندوسية الأساسية الأخرى في كندا، حيث يعود تارريخ وصول أولى دفعاتهم التي تكونت من بضعة مئات إلى أربعينيات القرن العشرين. ولعبت أعمال الشغب التي اندلعت في سريلانكا عام 1983 دوراً في الهجرة الجماعية للتاميليين، وبلغ عدد المهاجرين التاميليين ما يزيد عن 500,000 شخص استقروا في بلدان مثل كندا والمملكة المتحدة وأستراليا وألمانيا وفرنسا وسويسرا. وتركز استقرارهم بكندا بصورةٍ كبيرة في تورونتو والضواحي والمناطق المحيطة بها. كما توجد مجموعة أخرى من الهندوس المنتمين لشتى الطوائف ممن اعتنقوها، وكان لحركة هاري كريشنا وغيرها من المنظمات ومعلمي الغورو أثر كبير على زيادة نسب اعتناق الهندوسية على مدى أكثر من نصف قرن.
وفقاً للتعداد السكاني الذي أجري عام 2011، فقد بلغ عدد معتنقي الهندوسية في البلاد 497,960 نسمة. يوجد عدة منظمات تمثل الأقلية الهندوسية وأبرزها «الشبكة الهندوسية الكندية».

## العدد والتوزع
| السنة | النسبة | الزيادة |
| ----- | ------ | ------- |
| 2001  | 0.96%  | -       |
| 2011  | 1.45%  | +0.49%  |

عدد الهندوس في كندا وفقاً للبيانات الصادرة عن المسح الوطني عام 2011.
| المقاطعة                  | عام 2001 | % 2001 | عام 2011 | % 2011 |
| ------------------------- | -------- | ------ | -------- | ------ |
| أونتاريو                  | 217,560  | 1.9%   | 366,720  | 2.9%   |
| كولومبيا البريطانية       | 31,495   | 0.8%   | 45,795   | 1.0%   |
| ألبيرتا                   | 15,965   | 0.5%   | 36,845   | 1.0%   |
| كيبيك                     | 24,525   | 0.3%   | 33,540   | 0.4%   |
| مانيتوبا                  | 3,835    | 0.3%   | 7,720    | 0.6%   |
| ساسكاتشوان                | 1,590    | 0.2%   | 3,570    | 0.3%   |
| نوفا سكوشا                | 1,235    | 0.1%   | 1,850    | 0.2%   |
| نيو برونزويك              | 470      | 0.1%   | 820      | 0.1%   |
| نيوفندلاند ولابرادور      | 400      | 0.1%   | 635      | 0.1%   |
| جزيرة الأمير إدوارد       | 30       | 0.0%   | 205      | 0.1%   |
| يوكون                     | 10       | 0.0%   | 165      | 0.5%   |
| الأقاليم الشمالية الغربية | 60       | 0.2%   | 70       | 0.2%   |
| نونافوت                   | 10       | 0.0%   | 30       | 0.1%   |
| كندا                      | 297,200  | 1.0%   | 497,965  | 1.5%   |

## المعابد
يوجد عشرات المعابد والمراكز الدينية الهندوسية في جميع أنحاء كندا.

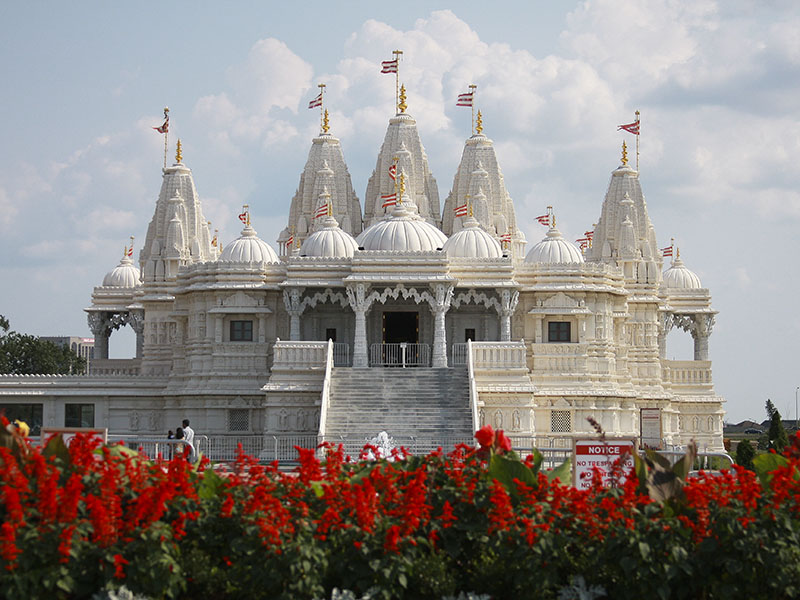
معبد شري سوامينارايان ماندير بتورونتو
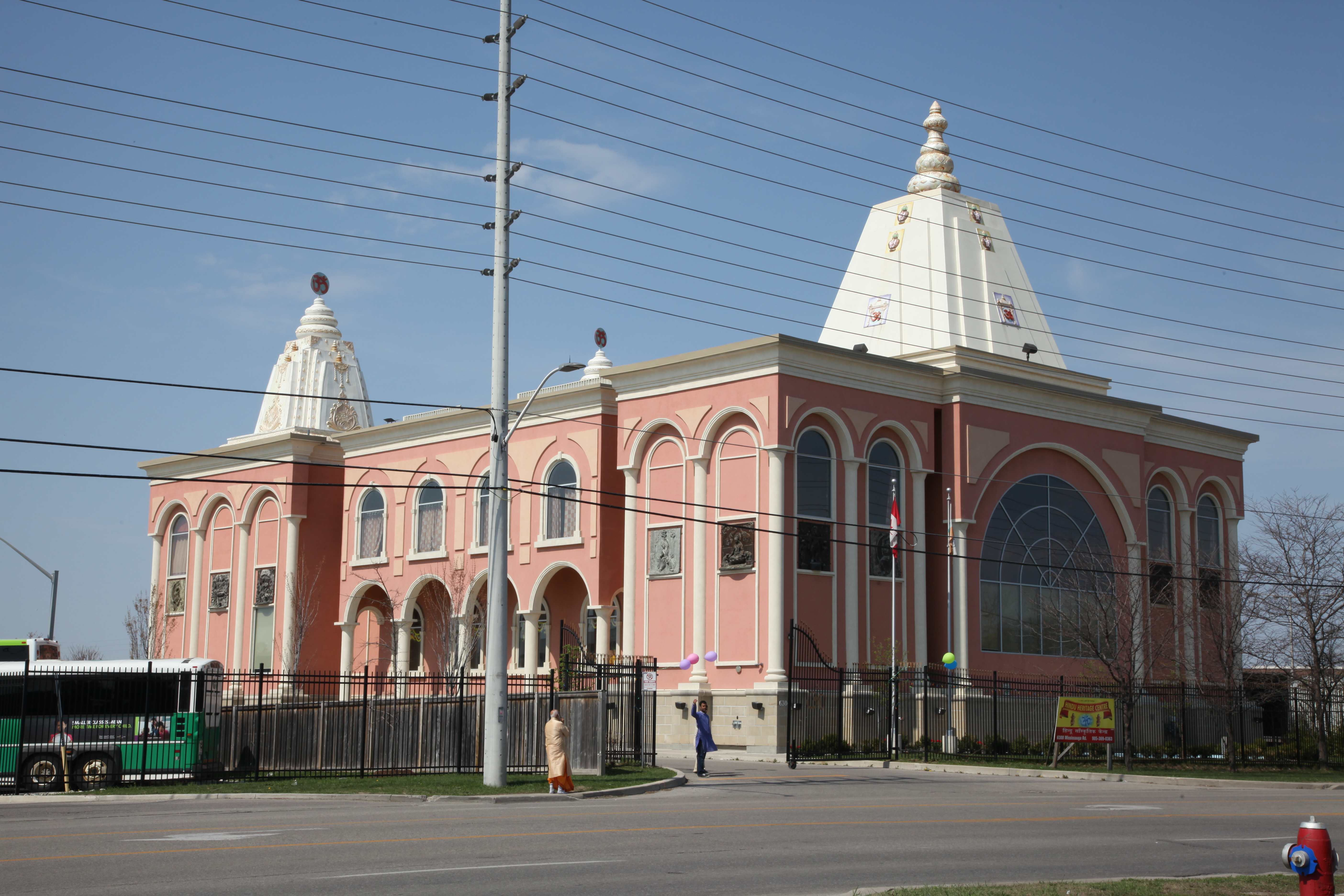
مركز التراث الهندوسي في ميسيساغا بمقاطعة أونتاريو
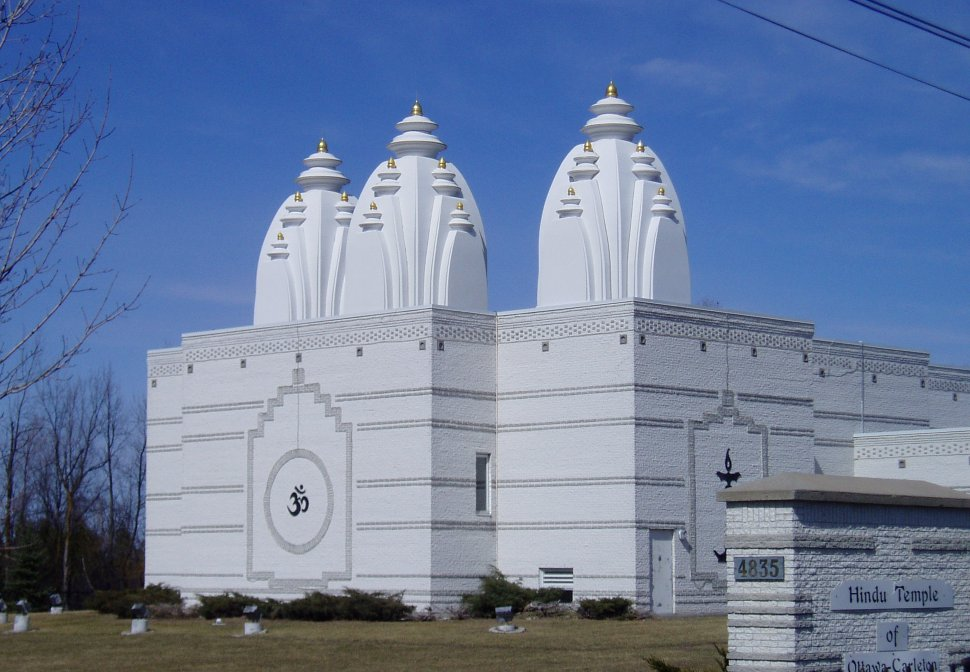
معبد أوتاوا-كارلتون في أوتاوا
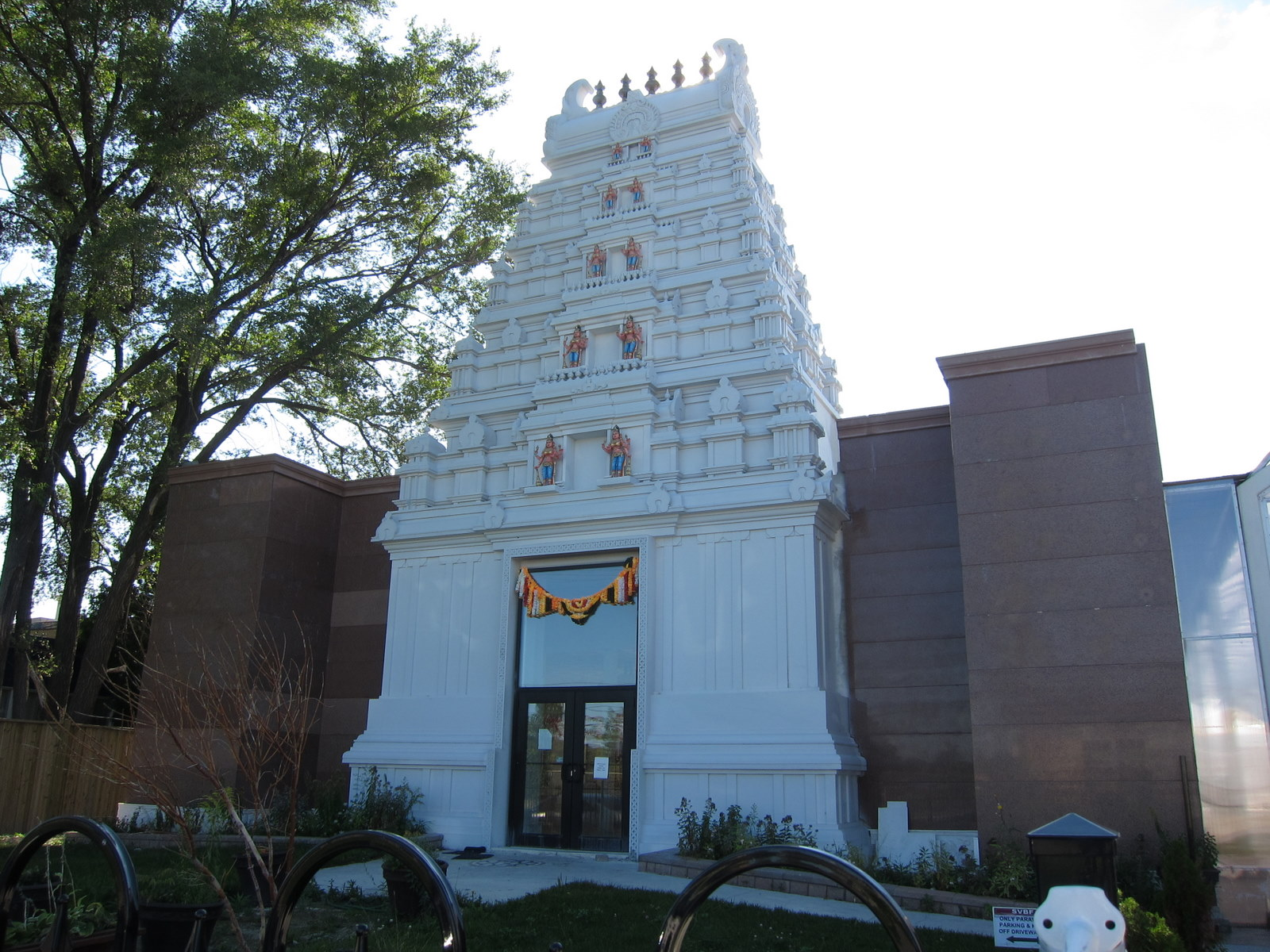
معبد سرينغيري بتورونتو

## وصلات خارجية
- معلومات تاريخية حول الهندوس في كندا (بالإنجليزية)